# 오볼렌스키가

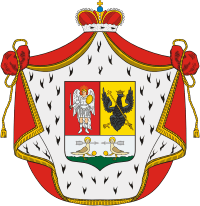
Obolensky 가족의 왕자 무기

오볼렌스키가(러시아어: Оболенский Obolenskiy[*])는 루리크 왕조의 러시아 귀족 가문의 이름이다. 귀족 가문은 러시아 혁명이 진행되는 1917년에 대부분 러시아를 탈출했다.
그들의 이름은 모스크바 근처의 상오카에 있는 오볼렌스크(Obolensk) 마을에서 유래되었다고 한다. 오볼렌 스키의 문장은 키예프 와 체르니고프의 문장으로 구성되어 있다.

## 주목할만한 가문 인원
- Ivan  (d.1523), 별명  Repnin 가문의 조상
- 알렉세이 오볼렌스키 (1819~1884), 러시아 포병 장군
- 미하일 알렉산드로비치 오볼렌스키(1821~1886)
- 이반 미하일로비치 오볼렌스키 (1853~1910), 핀란드 총독
- 알렉산더 디미트리예비치 오볼렌스키(1847~1917)
- 알렉세이 드미트리예비치 오볼렌스키(1855년 11월 24일/1855년 12월 6일-1933년 9월 21일) - 러시아의 정치인, 에퀴리, 성회의 수석 검사(1905~1906), 베레지치 영지 소유자

러시아 혁명 이후 오볼렌스키 가문의 일부는 강제로 추방당했고 그들의 후손들은 "오볼렌스키"를 성으로 따랐다.현재의 군주 오볼렌스키는 1982년 프랑스에서 태어난 Arnaud Henry Salas-Perez이다. 그는 Chantal Salas-Perez 공작 부인과 Patrick Lev Obolensky의 아들이다. Arnaud는 유럽에서 가장 훌륭한 귀족 가운데 한 명으로, 2001년에 다시 회복된 오볼렌스키 왕자, 간디아 공작, 오수나 공작, 블루아 백작이다. 그는 프랑스, 일본 및 한국 사이를 거주한다.
- Alexander Sergeevich Obolensky (b. 1916, d. 1940 in Suffolk )는 러시아 왕자였으며 계속해서 국제 럭비 연맹에서 영국을 대표했다. 그는 "날아다니는 왕자" 또는 간단히 "오보"로 널리 알려졌다.
- Alexis (1915–1986), 사교계 명사이자 "현대 주사위 놀이의 아버지"
- Alexis(1919-2006), 미국 국무부 수석 통역사(9개 언어), 주목할만한 US-USSR 조약 및 협정을 완료하는 데 중요한 역할을 함
- Arnaud  Henry Salas Perez (b. 1982), Lev Obolensky와 Chantal Salas-Perez의 아들
- Dimitri  (1882-1964), (1847-1917) 왕자의 아들, 혁명 이후 파리 에서 야간 경비원과 택시 운전사가 됨
- Dimitri(1918-2001),
- Ivan  (1925–2019), Sergei Platonovich "Serge" Obolensky와 Ava Alice Muriel Astor의 아들
- 레프 세르게예비치 오볼렌스키(1926~2010)
- Nikolai  Nicholas II 연대 경비대원; 러시아를 떠나 독일로 갔다. 알렉시스 니콜라예비치 오볼렌스키의 아버지
- Nicholas  (1900–1979), 1937년 결혼 베라 마카로프, 제2차 세계 대전 당시 프랑스 레지스탕스의 여주인공.
- Nikolai (b. 1956), 경영 저자, 교수, 국제 리더십 전문가)
- Serge Obolensky (1890–1978), Sergei Platonovich "Serge" Obolensky ( Tsarskoye Selo 출생)는 러시아 왕자였다. Ava Alice Muriel Astor (1902-1956)( Astor 가족 의 John Jacob Astor IV (1864-1912)와 Ava(1868-1958)의 딸)의 첫 번째 남편이자 Platon Obolensky와 Marie의 아들이다. Hilton Hotels Corporation 이사회 부회장을 역임했다. 그의 첫 부인은 러시아 황제 알렉산드르 2세의 딸이었다.
- 세르게이 블라디미로비치 오볼렌스키 (b. 1901, d. 1992, 바젤 )
- 블라디미르 안드레비치 오볼렌스키 (b. 1869, d. 1950)
- Vladimir (b. 1932, d. 1991 바젤 ), (1901-1992)의 아들
- Sergey (1909-1992), 니콜라이 레오니도비치 오볼렌스키 의 아들
- 현재의 군주 Obolensky는 1982년 프랑스에서 태어난 Arnaud Henry Salas-Perez이다. 그는 Chantal Salas-Perez 공작 부인과 Patrick Lev Obolensky의 아들이다. Arnaud는 유럽에서 가장 훌륭한 귀족 가운데 한 명으로, 현재 Obolensky 왕자, 간디아 공작, 오수나 공작, 블루아 백작이다. 그는 프랑스, 일본 및 한국 사이를 거주한다.